# 伊藤あさひ
伊藤 あさひ（いとう あさひ、2000年1月19日 - ）は、日本の俳優。東京都出身、研音所属。

## 略歴
デビュー前はサロンモデルをしており、そのデータをたまたま見た事務所の人がスカウトした。2017年、『緊急取調室 シーズン2』で俳優デビュー。
2018年、スーパー戦隊シリーズ『快盗戦隊ルパンレンジャーVS警察戦隊パトレンジャー』で初の主演を務める。伊藤は戦隊シリーズにおいてレッドを演じた俳優の中で、初の2000年代生まれとなった。
2023年3月、慶應義塾大学法学部政治学科を卒業。

## 人物
- 趣味はカメラ[1]。特技は野球、バドミントン[1]。愛犬であるシーズーのクウちゃんを可愛がっている[8]。
- 幼少期（1歳から3歳まで）はグアムに住んでおり、その縁もあり1st写真集はグアムで撮影が行われた[9]。父親の転勤により、千葉、和歌山、東京の3つの小学校に通っていた[10]。
- 『ルパンレンジャーVSパトレンジャー』に出演したことについて、役者として成長させてもらったと述べている[5]。東映プロデューサーの宇都宮孝明は、10代のキャラクターを想定しつつも実際にその年代の俳優が演じるのは難しいと考えていたが、オーディションに現れた伊藤がキャラクターにぴったりであったと述べている[11]。

## 出演

### テレビドラマ
- 緊急取調室 シーズン2 第4話（2017年5月11日、テレビ朝日） - 長谷部翔 役
- 先に生まれただけの僕（2017年10月14日 - 12月16日、日本テレビ） - 高瀬瞬 役[12]
- 快盗戦隊ルパンレンジャーVS警察戦隊パトレンジャー（2018年2月11日 - 2019年2月10日、テレビ朝日） - 主演・夜野魁利 / ルパンレッド 役[13]
- 俺のスカート、どこ行った?（2019年4月20日 - 6月22日、日本テレビ） - 安岡一道 役[14]
- 高嶺と花（2019年4月22日 - 6月10日、フジテレビ） - ニコラ・ルチアーノ 役[15]
- べしゃり暮らし 第1話（2019年7月27日、テレビ朝日） - 玉木春馬 役[16]
- カフカの東京絶望日記 第3話（2019年9月26日、MBS） - 神野圭 役
- 4分間のマリーゴールド（2019年10月11日 - 12月13日、TBS） - 上田祐樹 役[17]
- 連続テレビ小説 エール 第98回 - 第120回（最終回）（2020年10月28日 - 11月27日、NHK） - 竹中渉 役[18][19]
- 絶対BLになる世界VS絶対BLになりたくない男（CSテレ朝チャンネル1） - 菊池 役
  - シーズン1（2021年3月27日）[20]
  - シーズン2（2022年3月20日）[21]
- 演じ屋 第1話・第2話（2021年7月30日・8月6日、WOWOW） - 大澤アキラ 役[22][23]
- 海と空と蓮と（2021年8月9日 - 8月25日、ABCテレビ） - 成田青空 役[24]
- ドラマ「家、ついて行ってイイですか?」 第2話（2021年8月21日、テレビ東京） - 竜太 役[25]
- アンラッキーガール! 第2話（2021年10月14日、読売テレビ） - 駿河俊介 役
- おしゃ家ソムリエおしゃ子!2 第7話・第8話（2021年11月19日・26日、テレビ東京） - 仁保雨蝶 役[26]
- 正直不動産（2022年4月5日 - 6月7日、NHK総合） - 西岡将生 役[27]
  - 正直不動産スペシャル（2024年1月3日、NHK総合・NHK BSプレミアム4K）[28]
  - 正直不動産2（2024年1月9日 - 3月12日、NHK総合・NHK BSプレミアム4K）
  - 正直不動産ミネルヴァ Special（2025年2月5日、NHK BS）[29]
- 村井の恋（2022年4月6日 - 5月25日、TBS） - 桐山暁文 役[30]
- 理想ノカレシ 第1話（2022年6月1日、TBS） - 桐山暁文 役[31]
- キス×kiss×キス～メルティングナイト～（2022年10月20日・11月10日・12月8日、テレビ東京）[32]
- 早朝始発の殺風景 第3話・最終話（2022年11月18日・12月9日、WOWOW） - 寺脇 役[33]
- ひともんちゃくなら喜んで! 第4話 -（2023年2月4日 - 3月19日、テレビ朝日・朝日放送テレビ） - 速水仙 役[34]
- さらば、佳き日（2023年6月12日 - 7月31日、テレビ東京） - 牧嶋剛 役[35]
- 女子高生、僧になる。（2023年9月18日 - 10月23日、MBS） - 立花幹太 役[36]
- 下剋上球児（2023年10月15日 - 12月17日、TBS） - 椿谷真倫 役[37]
- 潜入兄妹 特殊詐欺特命捜査官（2024年10月5日 - 12月14日、日本テレビ） - 鳴瀬賢太 役[38]
- ふったらどしゃぶり（2025年1月10日 - 2月21日、MBS） - 主演・半井整 役（武藤潤とダブル主演）[39]

### ネットドラマ
- 紺田照の合法レシピ（2018年3月6日 - 4月24日、Amazonプライム・ビデオ） - 田子焼介 役
- 高嶺と花（2019年3月18日 - 5月6日、FOD） - ニコラ・ルチアーノ 役[40]
- マイルノビッチ（2021年2月12日 - 4月2日、Hulu） - 工藤成太朗 役[41]
- 絶対BLになる世界VS絶対BLになりたくない男 2024（2024年4月23日、Lemino） - 菊池 役[42][43]
- 女性用風俗（2025年8月8日、 FOD SHORT） - 主演・晴輝 役[44]

### 映画
- スーパー戦隊シリーズ
  - 快盗戦隊ルパンレンジャーVS警察戦隊パトレンジャー en film（2018年8月4日、東映） - 主演・夜野魁利 / ルパンレッド 役
  - 劇場版 騎士竜戦隊リュウソウジャーVSルパンレンジャーVSパトレンジャー（2020年2月8日、東映） - 夜野魁利 / ルパンレッド 役[45]
- 私がモテてどうすんだ（2020年7月10日公開、松竹） - 七島希 役[46]
- 大きな玉ねぎの下で（2025年2月7日公開、東映） - 小柴 役[47]

### Web番組
- Treasure Chest (2020年8月26日 - 2021年7月28日、uP!!!) - MC[48]

### オリジナルビデオ
- ルパンレンジャーVSパトレンジャーVSキュウレンジャー（2019年8月21日、東映ビデオ） - 夜野魁利 / ルパンレッド 役
- 機界戦隊ゼンカイジャーVSキラメイジャーVSセンパイジャー（2022年9月28日、東映ビデオ） - 夜野魁利 / ルパンレッド 役[49]

### 舞台
- 五月雨（2021年4月2日 - 11日、シアターサンモール）[50][51] - 村田先生 役
- マーダーミステリーシアター「演技の代償」Replay（2021年7月17日、配信） - 暁零士 役[52]
- スルメが丘は花の匂い（2022年7月22日 - 31日、紀伊國屋サザンシアター ほか大阪、福岡、広島、高知、愛知、福島）[53] - トム / 西の国の王子 役
- ミュージカル『ロミオ&ジュリエット』（2024年5月16日 - 6月10日、新国立劇場 中劇場 / 6月22日・23日、刈谷市総合文化センター / 7月3日 - 15日、梅田芸術劇場 メインホール） - マーキューシオ 役（Wキャスト）[54]
- ミュージカル『1789 -バスティーユの恋人たち-』（2025年4月8日 - 29日、明治座 / 5月8日 - 16日、大阪新歌舞伎座） - マキシミリアン・ロベスピエール 役[55]
- ミュージカル『エリザベート』（2025年10月10日 - 11月29日〈予定〉、東急シアターオーブ / 12月9日 - 18日〈予定〉、札幌文化芸術劇場 hitaru / 12月29日 - 2026年1月10日〈予定〉、梅田芸術劇場メインホール / 1月19日 - 31日〈予定〉、博多座） - ルドルフ 役[56]

### CM
- 大正製薬「コパトーン」（2021年4月 - ）[57]

### ミュージックビデオ
- ケツメイシ「さくら（2021年ver.）」[58]

### ゲーム
- スーパー戦隊データカードダス 快盗戦隊ルパンレンジャーVS警察戦隊パトレンジャー（2018年2月 - 、アーケード） - 夜野魁利 / ルパンレッド 役
- なりキッズパーク 快盗戦隊ルパンレンジャーVS警察戦隊パトレンジャー（2018年11月21日、Nintendo Switch） - 夜野魁利 / ルパンレッド 役

### 玩具
- 快盗戦隊ルパンレンジャーVS警察戦隊パトレンジャー -VS MEMORIAL SET-（2020年5月） - 夜野魁利 / ルパンレッド 役

### その他
- 土曜はナニする!? イケドラ（2020年7月4日 - 2020年7月25日、関西テレビ・フジテレビ）

## 作品

### 参加楽曲
- 快盗戦隊ルパンレンジャーVS警察戦隊パトレンジャー VSキャラクターソングアルバム（2018年12月26日、COCX-40604）
  - ルパンレッド / 夜野魁利（伊藤あさひ）「氷の世界」

### 写真集
- ASAHI（2018年8月31日、東京ニュース通信社）ISBN 978-4-86336-804-0